# 山田亮太 (詩人)
山田 亮太（やまだ りょうた、1982年 - ）は、日本の詩人。
2006年よりヴァーバル・アート・ユニット「TOLTA」でも活動する。

## 経歴
北海道旭川市に生まれ、小学校4年より父の故郷である鷹栖町に育つ。鷹栖中学校、北海道旭川東高等学校から東京都立大学に進学。会社員のかたわら詩作を行う。詩集に『ジャイアントフィールド』『オバマ・グーグル』（ともに思潮社）。2017年、『オバマ・グーグル』で第50回小熊秀雄賞受賞。
TOLTAでの主な制作物・イベントに「トルタバトン ひらくと飛ぶ本をつくる」(2011年~2012年)、「トルタロボトーク」(2014年)、「まえばしポートレート」(2015年、アーツ前橋)、『現代詩100周年』(2015年)など。

## 受賞歴
- 2010年、『ジャイアントフィールド』で、第43回小熊秀雄賞候補、第15回中原中也賞候補、
- 2017年、『オバマ・グーグル』で、第22回中原中也賞候補、第8回鮎川信夫賞候補、第50回小熊秀雄賞受賞。
- 2021年、『誕生祭』で、第29回萩原朔太郎賞候補、第55回北海道新聞文学賞候補。

## 作品リスト
- 『ジャイアントフィールド』思潮社、2009年5月
- 『オバマ・グーグル』思潮社、2016年6月
- 『誕生祭』七月堂、2021年5月